# ليرة لبنانية
الليرة اللبنانية، (بالإنجليزية: Lebanese pound", LBP)‏، (بالفرنسية: Livre Libanaise, L.L)‏، هي وحدة النقد المستخدمة في لبنان.، وجمعها «ليرة» للأعداد التي تنتهي بالمفرد و ليرتان لمثنَّاها و ليرات.

## التاريخ

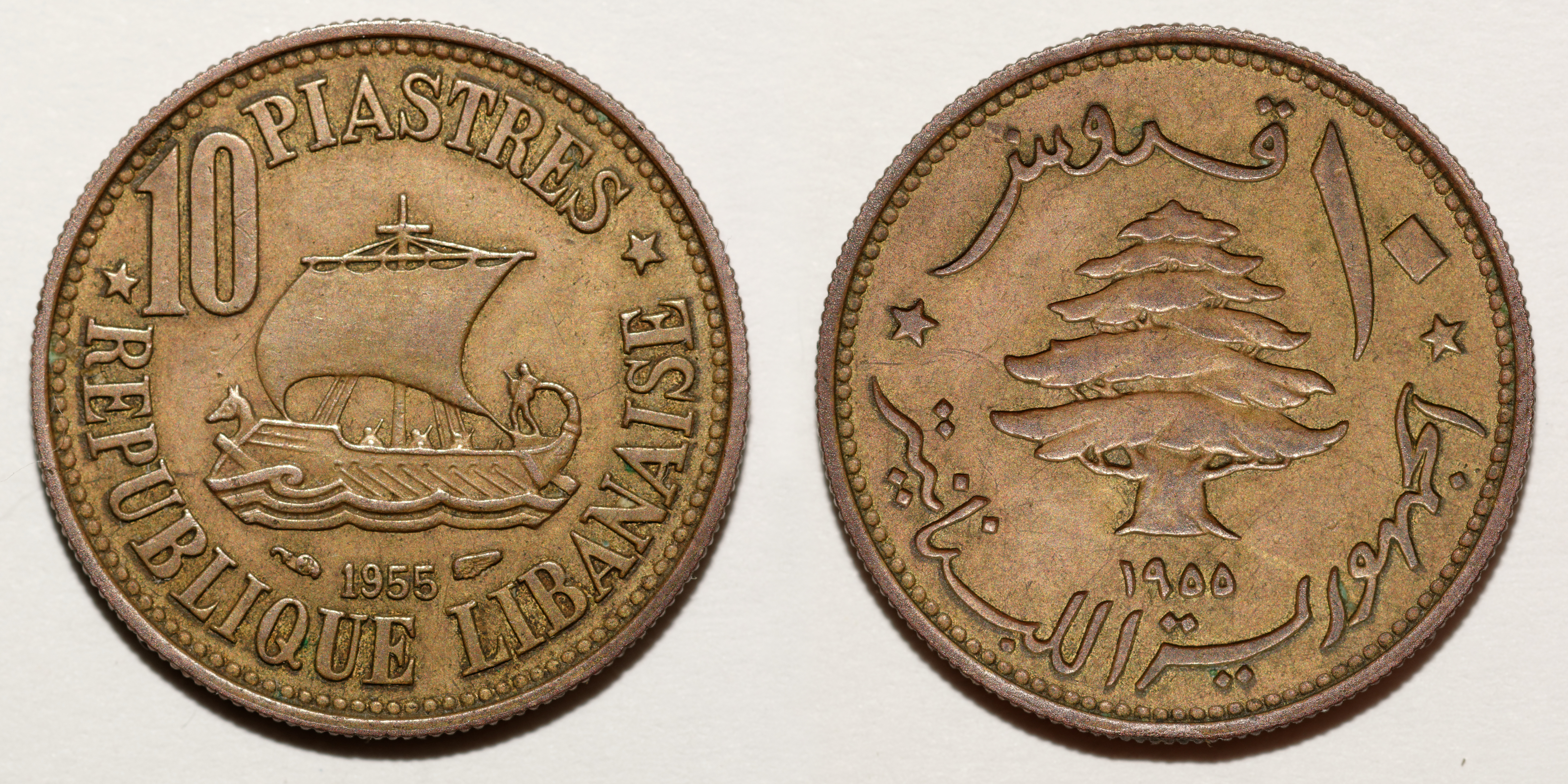
10 قروش لبنانية

قبل الحرب العالمية الأولى، كانت الليرة العثمانية (وكانت تسمى «العثملي» أو «العِسملي») هي المتداولة في لبنان.
وبعد انهيار الدولة العثمانية، اعتمد الجنيه المصري ولذلك، تسمى النقود باللهجة اللبنانية بالـ«مصاري».
وعند الانتداب، أدخلت فرنسا عملة موحدة في سوريا ولبنان وسمتها «الليرة السورية» وارتبطت بالفرنك الفرنسي بحيث كانت قيمة الليرة الواحدة تعادل 20 فرنكا وكان يصدرها «بنك سوريا ولبنان»
وفي عام 1924م، بدء لبنان بإصدار عملته المعدنية الخاصة.
وفي عام 1925م أصدر عملته الورقية.
وفي عام 1939م، انفصلت الليرة اللبنانية عن أختها السورية بشكل نهائي إلا أنه أبقي على علاقته بالفرنك الفرنسي.
وبعد هزيمة الفرنسيين ببدايات الحرب العالمية الثانية، تم تحويل الليرة إلى الجنيه البريطاني بمعدل 8,8 ليرة لكل جنيه. وعاد ارتباط الليرة بالفرك مرة أخرى بعد الحرب. واستقلت الليرة اللبنانية عن الفرنك عام 1949م.
كانت الوحدات المتداولة هي «الغرش» و «الفرنك» (الفرنك الواحد يساوي خمسة غروش) و «الليرة» (الليرة الواحدة تساوي 100 غرش أو 20 فرنك).
كانت الفئات المعدنية المتداولة هي الغرش (ويسمى بالعامية القرش المبخوش) وقطعة (الغرشان والنصف) والفرنك (أي ال5 قروش) وال10 قروش وال 25 قرش (ويسمى «الربع») وال50 قرشا (ويسمى «النص»). وصكت الليرة المعدنية في السبعينات من القرن العشرين.
أما العملات الورقية فكانت من فئات الليرة، الخمس ليرات (وتسمى الخمس ورقات) و10 و25 و50 و100 ليرة ولاحقا تم إضافة الـ 250 ليرة منذ العام 1978 ثم الـ 500 ليرة والـ 1000 ليرة عام 1988 ثم الـ 10000 ليرة عام 1993 ثم إضيفت الفئات 5000 و 20000 و 50000 و 100000 عام 1994.
منذ عام 1983 وبسبب الحرب الأهلية اللبنانية فقدت الليرة اللبنانية الكثير من قيمتها بالنسبة للدولار الأميريكي وبقية العملات وكانت نسبة التضخم عالية فسقطت من 3,30 ليرة للدولار إلى ما يقارب 3000 ليرة للدولار. وبعد العام 1993، لُجم انخفاض الليرة واستقر على حدود 1500 ليرة للدولار منذ 1994 وما زال على هذا المستوى منذ ذلك الوقت.
لكن مع نهاية عام 2019 ظهرت مشكلة شح ونقص بالدولار الأمريكي في السوق اللبنانية إضافة إلى تراكم عدة مشاكل إقتصادية، فإرتفع سعر الصرف في السوق السوداء بداية إلى حدود 1850 ليرة للدولار. ومع إنطلاق ثورة 17 تشرين الأول بدا التسارع في إرتفاع سعر الصرف حتى وصل خلال الأشهر التالية إلى 12000 ليرة الدولار الواحد، حتى عاود الهبوط ليلامس حدود 7000-7500 ليرة في الربع الثالث من العام. لا يزال السعر الرسمي يتراوح بين 1506 و1520 ليرة الدولار لكن السوق السوداء تسيطر على التداول.
هذا الإرتفاع الجنوني في سعر الصرف ضرب الحد الأدنى للأجور حيث كان يعادل 450 دولار أما اليوم على صرف 7500 يكون الحد الأدنى أقل من 90 دولارًا  وقارب سعر صرف الدولار بالسوق الموازية 15 ألف ليرة مما أفقد العملة نحو 90% من قيمتها بحلول سنة 2021.

## الفئات النقدية المتداولة حالياً
| العملات الورقية المتداولة حالياً | العملات الورقية المتداولة حالياً | العملات الورقية المتداولة حالياً | العملات الورقية المتداولة حالياً |
| القيمة                          | اللون البارز                    | الجهة الأمامية                  | الجهة الخلفية                   |
| ------------------------------- | ------------------------------- | ------------------------------- | ------------------------------- |
| 1,000 ليرة                      | أخضر                            |                                 |                                 |
| 5,000 ليرة                      | زهري                            |                                 |                                 |
| 10,000 ليرة                     | أصفر                            |                                 |                                 |
| 20,000 ليرة                     | بني                             |                                 |                                 |
| 50,000 ليرة                     | أزرق                            |                                 |                                 |
| 100,000 ليرة                    | أخضر                            |                                 |                                 |

## العملات المتداولة

### الورقية
- ورقة الألف ليرة

(تواريخ الإصدار: 1988، 1990، 1991، 1992، 2004، 2008، 2011، 2012، 2016)
- ورقة الخمسة آلاف ليرة

(تواريخ الإصدار: 1994، 1995، 1999، 2001، 2004، 2008، 2012، 2014)

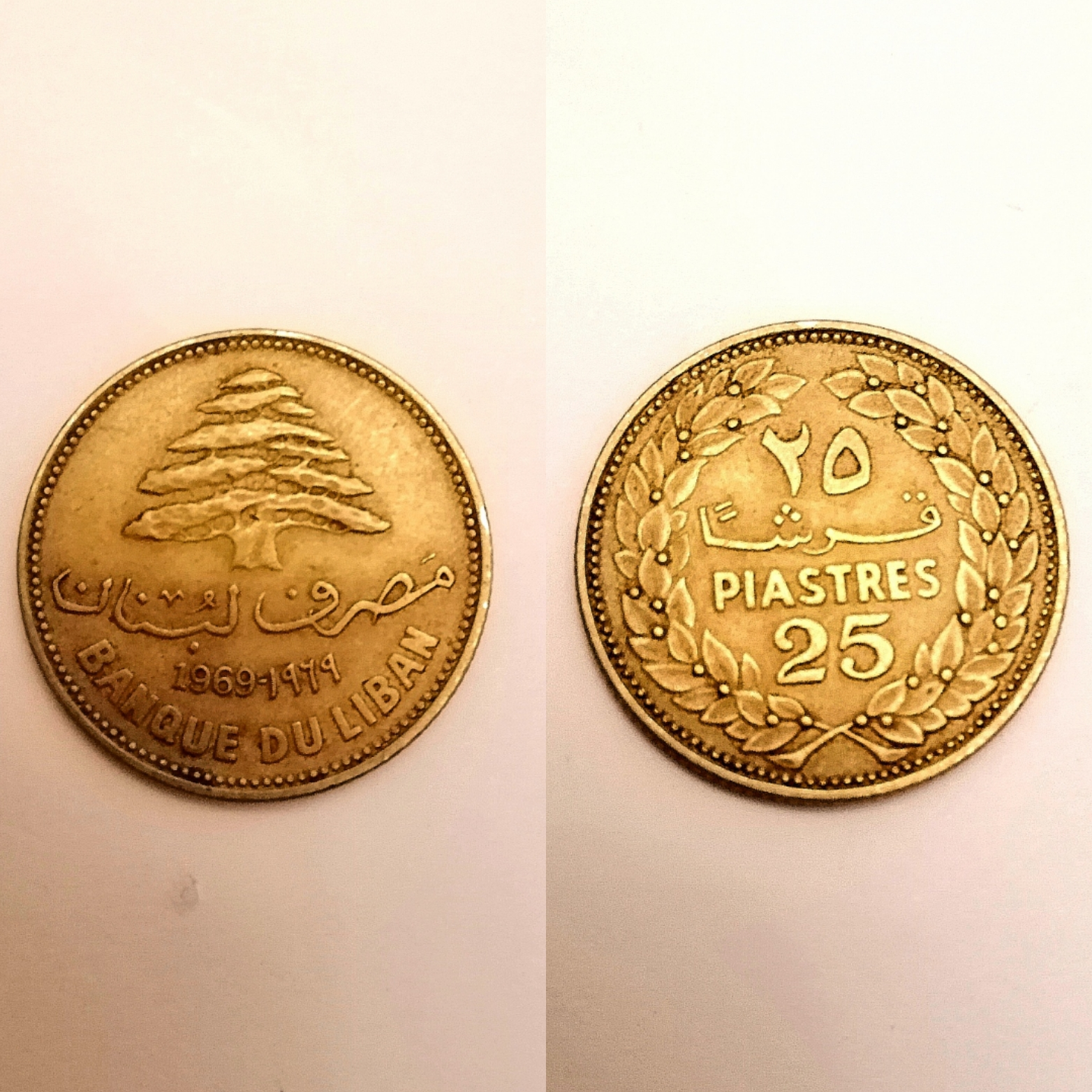
خمسة وعشرون قرشاً لبنانياً

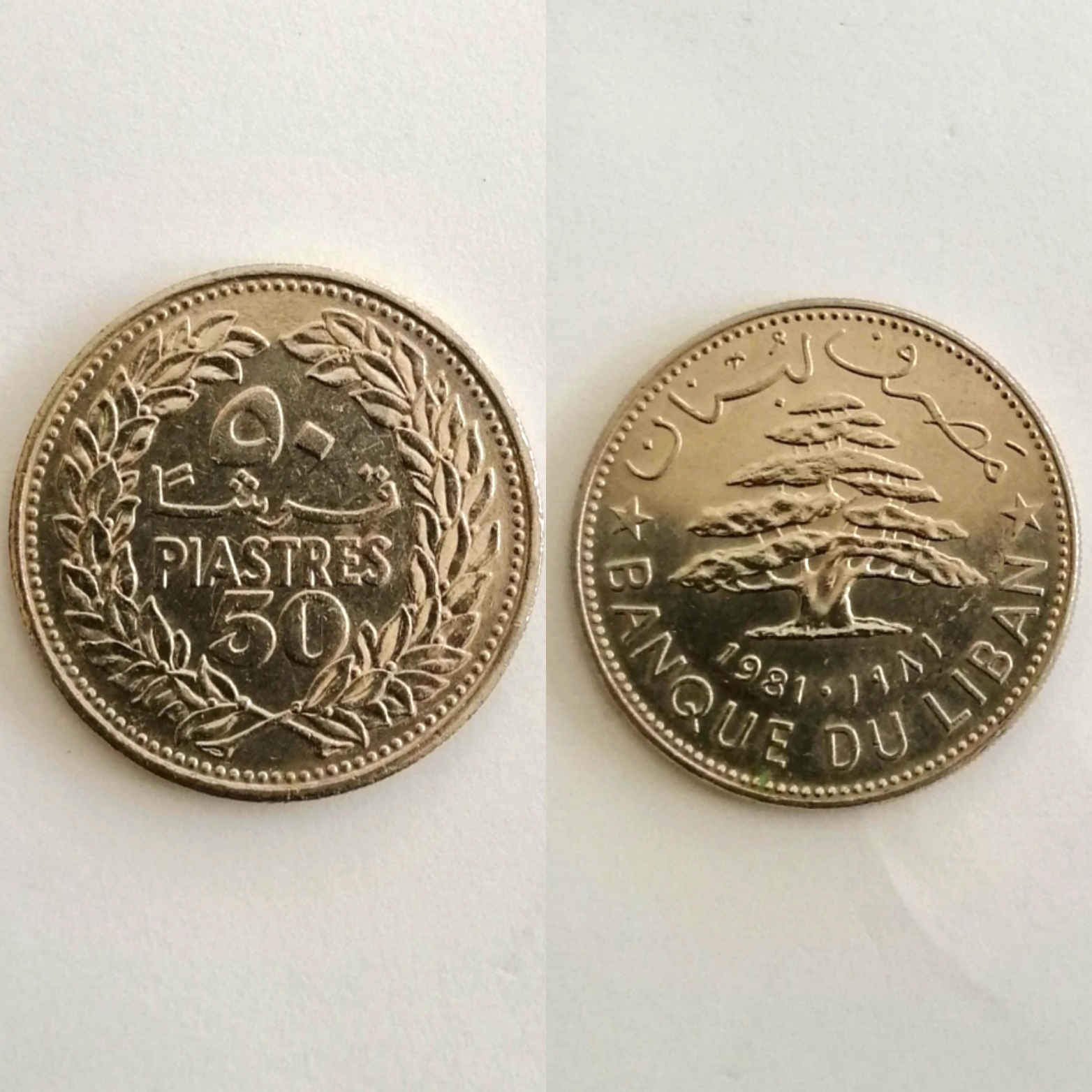
خمسون قرشاً لبنانياً

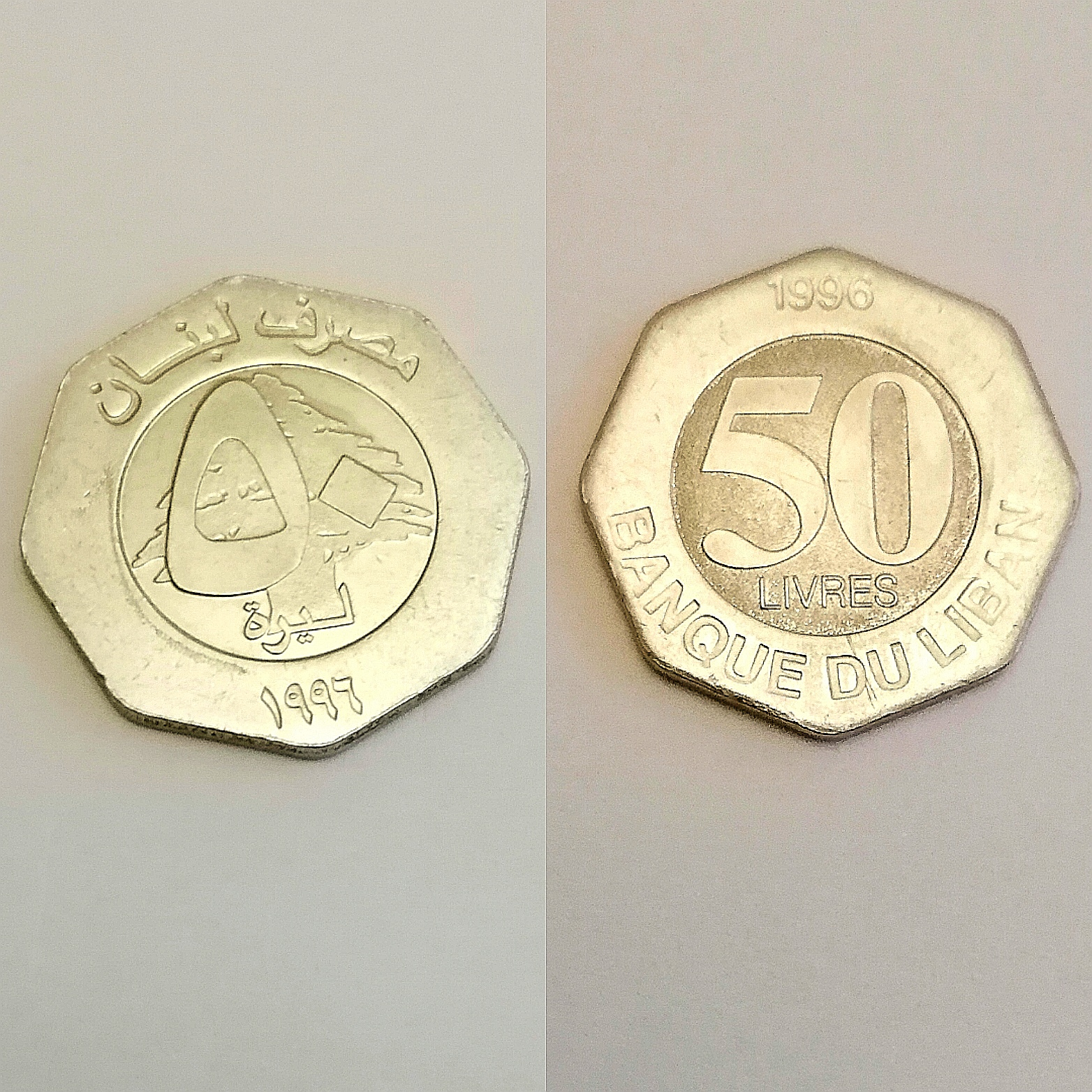
خمسون ليرة لبنانية

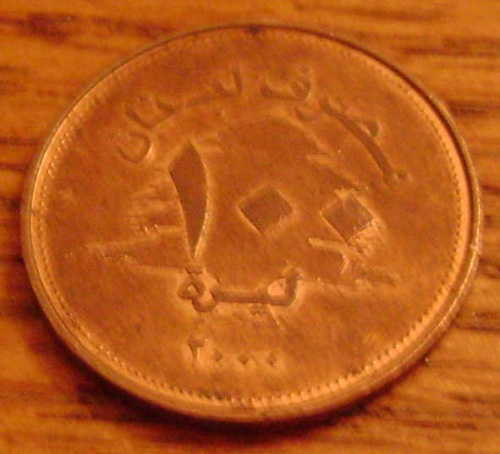
100 ليرة

- ورقة العشرة آلاف ليرة

(تواريخ الإصدار: 1993، 1998، 2004، 2008، 2012، 2014)
- ورقة العشرون ألف ليرة

(تواريخ الإصدار: 1994، 1995، (1999 طبعت ولكن لم تنزل إلى التداول أبدًا) 2001، 2004، 2012، 2014)
- ورقة الخمسون ألف ليرة

(تواريخ الإصدار: 1994، 1995، 1999، 2001، 2004، 2011، 2012) (كما طبع ثلاث ورقات من فئة الـ 50000 ليرة من مادة البوليمر الأولى عام 2013 تذكارية بمناسبة مرور 70 عاما على استقلال لبنان، والثانية عام 2014 تذكارية بمناسبة مرور 50 عاما على تاسيس مصرف لبنان، والثالثة عام 2015 في ذكرى عيد الجيش اللبناني، وقد طبع من كل منها 50 ألف ورق فقط!)
- ورقة المائة ألف ليرة

(تواريخ الإصدار: 1994، 1995، 1999، 2001، 2004، 2011، 2012)

### المعدنية
- الخمسة وعشرون قرشاً (نادرة الوجود ولم تعد مستعملة)
- الخمسون قرشاً (نادرة الوجود ولم تعد مستعملة)
- الخمسة وعشرون ليرة (لم تعد موجودة)
- الخمسون ليرة (نادرة الوجود ولم تعد مستعملة)
- المائة ليرة (موجودة ولا تستعمل)
- المايتان وخمسون ليرة
- الخمسمائة ليرة

## الفئات العليا
وبما أن أعلى ورقة نقدية تبلغ قيمتها 100 ألف ليرة لبنانية لا تزيد قيمتها إلا قليلاً عن دولار واحد (1.117 دولار)، فقد كانت هناك مقترحات لإصدار ورقة نقدية بقيمة 500 ألف ليرة لبنانية، ثم ورقة نقدية بقيمة مليون ليرة لبنانية. [بحاجة لتحديث]

## تخفيض القيمة
في 1 فبراير 2023، خفّضت لبنان سعر الصرف الرسمي للمرة الأولى منذ 25 عامًا، مما أدى إلى تقليصه بنسبة 90%. رغم هذا التغيير الكبير، لا يزال سعر العملة المحلية منخفضًا بشكل كبير مقارنة بقيمتها في السوق. يُستخدم قول شائع "لا قيمة لها" للإشارة إلى التغيرات الكبيرة في الأسعار التي ميزت الحياة اليومية منذ أواخر عام 2019. ومنذ ذلك الحين، انفصل سعر الصرف إلى عدة معدلات متميزة بسبب انهيار القطاع المصرفي اللبناني. خلال ستة أشهر، حُدِّدَت خمسة معدلات متميزة لليرة اللبنانية مقابل الدولار الأمريكي، بشكل رسمي وغير رسمي. كانت قيمها كالتالي:
- سعر الصرف الرسمي = 15,000 ليرة لبنانية (فبراير 2023). من ديسمبر 1997 حتى يناير 2023، كان سعر الصرف ثابتًا عند 1,507.50 ليرة لبنانية لكل دولار أمريكي.[11] ومنذ أزمة لبنان المالية في 2019، أصبح هذا السعر فعليًا غير قابل للاستخدام. رُفِع السعر الرسمي بمقدار 9.95 مرة في 1 فبراير 2023 بناءً على قرار من البنك المركزي ليصل إلى 15,000 ليرة لبنانية لكل دولار أمريكي.[12]
- سعر "صيرفة" للبنك المركزي اللبناني = 86,400 ليرة لبنانية (مايو 2023). يُعتبر سعر الصيرفة هو السعر الذي يعتمده البنك المركزي لتسوية المدفوعات الدولية عبر بطاقات الائتمان والبطاقات المدينة.
- "اللّولار" (سحوبات بنكية بالدولار الأمريكي بالليرة اللبنانية) = 15,000 ليرة لبنانية.[13]
- سعر السوق الموازية = 89,601.44 ليرة لبنانية (مايو 2024).[14]

سعر الصرف في السوق الموازية (أو السوداء) أعلى بكثير من سعر الصرف الرسمي.[بحاجة لمصدر] ونتيجة للدولرة المكثفة للاقتصاد، والتي تسببت في توقف نمو المعروض المتداول من العملة اللبنانية، توقف انخفاض قيمة الليرة اللبنانية بشكل فعال.

### اللولار
"اللولار" هو وديعة مقومة بالدولار الأميركي في النظام المصرفي اللبناني. وهو رصيد إسمي عالق أو مجمد في المصارف اللبنانية، وقيمة العملة فيه مجرد مدخل على الكمبيوتر. اللولار ليس عملة ملموسة، بل هو مفهوم وديعة مستحقة بالدولار الأميركي في البنوك اللبنانية لا يمكن سحبها إلا بالليرة اللبنانية بسعر محدد منخفض للغاية وأقل بكثير من سعر السوق السوداء المتقلب، والذي هو أعلى بعدة مرات. هناك أيضًا حدود مفروضة على المبلغ الإجمالي الذي يمكن سحبه من اللولارات. صيغ هذا المصطلح من قبل دان عزي، أستاذ الاقتصاد بجامعة هارفارد  بعد أن عانت البنوك اللبنانية من صعوبات خطيرة وقيدت كمية الدولارات الأمريكية والعملات الأجنبية الأخرى التي يمكنها دفعها لمودعيها.

## أسباب وتأثيرات الأزمة الاقتصادية
حظيت الأزمة المالية اللبنانية باهتمام واسع النطاق في أكتوبر 2019، حيث نزل العديد من المواطنين اللبنانيين إلى الشوارع وبدأوا احتجاجات "الثورة". ومع ذلك، فقد تدهور الوضع الاقتصادي لسنوات عديدة. وفرض البنك المركزي قيوداً صارمة على عمليات السحب من حسابات النقد الأجنبي، في ظل الصعوبات الكبيرة التي يواجهها في الحفاظ على قيمة الليرة. وقد أثر هذا على حوالي 75% من إجمالي الودائع المصرفية. وكان السبب الرئيسي للأزمة الاقتصادية هو تطبيق ضوابط رأس المال الفعلية، والتي أثرت بشكل كبير على الاستقرار المالي للبلاد.
لقد تركت الأزمة تأثيرات مختلفة على لبنان وشعبه. لقد واجهوا العديد من التحديات على مدى السنوات القليلة الماضية، بما في ذلك إدخال أسعار رسمية إضافية لمعاملات محددة، والتضخم المفرط، والانخفاض الحاد في الناتج المحلي الإجمالي، مما أدى إلى إغلاق الشركات وارتفاع معدل البطالة. بالإضافة إلى ذلك، واجه لبنان تأثير جائحة كوفيد-19، والتي أعقبها انفجار بيروت المدمر في 4 أغسطس 2020. وأدى ذلك إلى خسارة آلاف الأرواح والإصابات وتدمير العاصمة بيروت.
ويُنظر إلى التحول إلى الدولار الأمريكي كعملة رسمية باعتباره إجراءً ضروريًا لمعالجة الأزمة الحادة المستمرة.

## وصلات خارجية
- قطعة نقدية من لبنان (كتالوج ومعرض)

## سعر الصرف LBP الحالي
| من Yahoo! Finance: | AUD CAD CHF EUR GBP HKD JPY USD |
| من XE.com:         | AUD CAD CHF EUR GBP HKD JPY USD |
| من Investing.com:  | AUD CAD CHF EUR GBP HKD JPY USD |
| منOANDA.com:       | AUD CAD CHF EUR GBP HKD JPY USD |

من USD : arabmon.com